# Leptocometes zikani
Leptocometes zikani es una especie de escarabajo longicornio del género Leptocometes, tribu Acanthocinini, subfamilia Lamiinae. Fue descrita científicamente por Martins & Monné en 1974.
El período de vuelo de la especie se presenta durante el mes de agosto.

## Descripción
Mide 10,75-11,08 milímetros de longitud.

## Distribución
Se distribuye por Brasil.